# Assemblea della Repubblica (Mozambico)
L'Assemblea della Repubblica del Mozambico (in portoghese Assembleia da República) è il parlamento monocamerale della Repubblica del Mozambico.

## Composizione
Il Parlamento mozambicano è composto da 250 deputati, aventi mandato quinquennale ed eletti con un sistema proporzionale. Essi rappresentano il popolo mozambicano e compongono il potere legislativo del paese, esercitato appunto dall’Assemblea.